# Logisk grind
En logisk grind är en digital krets vars utgång är en logisk funktion av ett antal ingångar, enligt boolesk algebra. Grinden ges beteckning enligt den elementära logiska funktionen, exempelvis:
- NOT (icke)
- AND (och) [AxB=C]
- NAND (icke och, "noch")
- OR (eller) [A+B=C]
- NOR (icke eller)
- XOR (antingen eller)
- XNOR (icke antingen eller)
- YES (samma funktion som AND) [AxB=C]

I logiska grindar motsvaras logikens sanningsvärden sant och falskt och den booleska algebrans "etta" och "nolla" av hög respektive låg spänningsnivå, vanligen nära +5 V respektive nära 0 V. Detta kallas då positiv logik eller hög representation. I negativ logik eller låg representation låter man tvärtom hög spänningsnivå motsvara falskt och låg spänningsnivå sant. Många digitala kretsar har även ett tredje utgångstillstånd som varken är högt eller lågt utan frisvävande eller högohmig (eng. high impedance). Även på svenska kallas en sådan utgång en three-state-utgång. Detta är användbart när man kopplar samman flera utgångar i en buss. Då låter man bara en utgång visa hög eller låg, vara aktiv, medan alla andra är inaktiva och frisvävande.

## Användningsområde
Grindar används för att bygga upp alla mer komplexa digitala funktioner, från enkla vippor till mikroprocessorer. Varje grindfunktion kan byggas upp enbart med hjälp av antingen NAND-grindar (NAND-logik) eller NOR-grindar (NOR-logik). Detta gör att fler grindar behövs men att antalet grindtyper i konstruktionen reduceras till en. Idag är tekniken att bygga upp större logik-system med diskreta grindar förlegad men enstaka grindar används ändå ofta för mindre delkonstruktioner och i utbildningssyfte. Större logiska system implementeras idag antingen med mikrodatorer eller med grindmatriser, bestående av från något tiotal till hundratusentals element, där valfri grindfunktion kan realiseras. Även mer avancerade funktioner såsom minnen och enheter för beräkningar (ALU) finns färdiga. Hur dessa kopplas samman inuti kretsen kan programmeras med hjälp av hårdvarubeskrivande språk såsom VHDL eller Verilog.

## Logik
| Ingång | Utgång |
| A      | ICKE A |
| 0      | 1      |
| 1      | 0      |

| Ingångar | Ingångar | Utgång  |
| A        | B        | A AND B |
| 0        | 0        | 0       |
| 0        | 1        | 0       |
| 1        | 0        | 0       |
| 1        | 1        | 1       |

| Ingångar | Ingångar | Utgång |
| A        | B        | A OR B |
| 0        | 0        | 0      |
| 0        | 1        | 1      |
| 1        | 0        | 1      |
| 1        | 1        | 1      |

| Ingångar | Ingångar | Utgång   |
| A        | B        | A NAND B |
| 0        | 0        | 1        |
| 0        | 1        | 1        |
| 1        | 0        | 1        |
| 1        | 1        | 0        |

| Ingångar | Ingångar | Utgång  |
| A        | B        | A NOR B |
| 0        | 0        | 1       |
| 0        | 1        | 0       |
| 1        | 0        | 0       |
| 1        | 1        | 0       |

| Ingångar | Ingångar | Utgång  |
| A        | B        | A XOR B |
| 0        | 0        | 0       |
| 0        | 1        | 1       |
| 1        | 0        | 1       |
| 1        | 1        | 0       |

| Ingångar | Ingångar | Utgång   |
| A        | B        | A XNOR B |
| 0        | 0        | 1        |
| 0        | 1        | 0        |
| 1        | 0        | 0        |
| 1        | 1        | 1        |